# SN 1998ad
SN 1998ad – supernowa typu II odkryta 25 marca 1998 roku w galaktyce A092955-0521. W momencie odkrycia miała maksymalną jasność 23,40m.